# حياة خاصة (فلم)
حياة خاصة (بالإنجليزية: Private Life) هو فيلم كوميدي درامي أمريكي من تأليف وإخراج تمارا جنكينز. الفيلم من بطولة بول جياماتي، كاثرين هان، مولي شانون، جون كارول لينش، ديسمين بورغيس و دينيس أوهير.
عرض الفيلم لأول مرة في 18 كانون الثاني / يناير 2018 في مهرجان صندانس السينمائي. صدر الفيلم في دور السينما و علي شبكة نتفليكس في 5 أكتوبر عام 2018.

## الطاقم
- كاثرين هان في دور راشيل
- بول جياماتي في دور ريتشارد
- كايلي كارتر في دور سادي
- مولي شانون في دور سينثيا
- دينيس أوهير في دور الدكتور Dordick
- إميلي روبنسون في دور شارلوت
- جون كارول لينش في دور تشارلي
- Desmin بورخيس في دور سام
- فرانشيسكا رووت دودسون في دور فيونا

## الإصدار
العرض الأول كان في مهرجان صندانس السينمائي في 18 كانون الثاني / يناير 2018. عرض أيضا في مهرجان نيويورك السينمائي في 1 أكتوبر عام 2018. وصدر يوم 5 أكتوبر عام 2018.

### الإستقبال النقدي
علي موقع الطماطم الفاسدة, الفيلم يحمل على تأييد 90% بعدد تقييمات يصل إلي 30, ومتوسط تصنيف من 7.3/10. علي ميتاكريتيك, الفيلم حاصل على نتيجة 82 من 100 ، استنادا إلى 17 من النقاد ، مشيرا إلى «اشادة الجميع».

## روابط خارجية
- مقالات تستعمل روابط فنية بلا صلة مع ويكي بيانات